# Имшегальское сельское поселение
Имшегальское се́льское поселе́ние — упразднённое муниципальное образование в Тарском районе Омской области Российской Федерации.
Административный центр — село Имшегал.
3 апреля 2020 года присоединено к Атирскому сельскому поселению.

## История
Статус и границы сельского поселения установлены Законом Омской области от 30 июля 2004 года № 548-ОЗ «О границах и статусе муниципальных образований Омской области»

## Население
| 2010 | 2011 | 2012 | 2013 | 2014 | 2015 | 2016 |
| ---- | ---- | ---- | ---- | ---- | ---- | ---- |
| 324  | ↘323 | ↘307 | ↘303 | ↘288 | ↘272 | ↘253 |
| 2017 | 2018 | 2019 | 2020 |      |      |      |
| ↘231 | ↘219 | ↘203 | ↘182 |      |      |      |

## Состав сельского поселения
| № | Населённый пункт | Тип населённого пункта       | Население |
| - | ---------------- | ---------------------------- | --------- |
| 1 | Имшегал          | село, административный центр | ↘266      |
| 2 | Пихтовое         | посёлок                      | ↘58       |